# Hôtel de la Prévôté du Chapitre
Pour les articles homonymes, voir Hôtel de la Prévôté.
L'hôtel de la Prévôté du Chapitre est un monument historique situé à Neuwiller-lès-Saverne, dans le département français du Bas-Rhin.

## Localisation
Ce bâtiment est situé au 8 cour du Chapitre à Neuwiller-lès-Saverne.

## Historique
L'édifice fait l'objet d'une inscription au titre des monuments historiques depuis 1934.

## Architecture

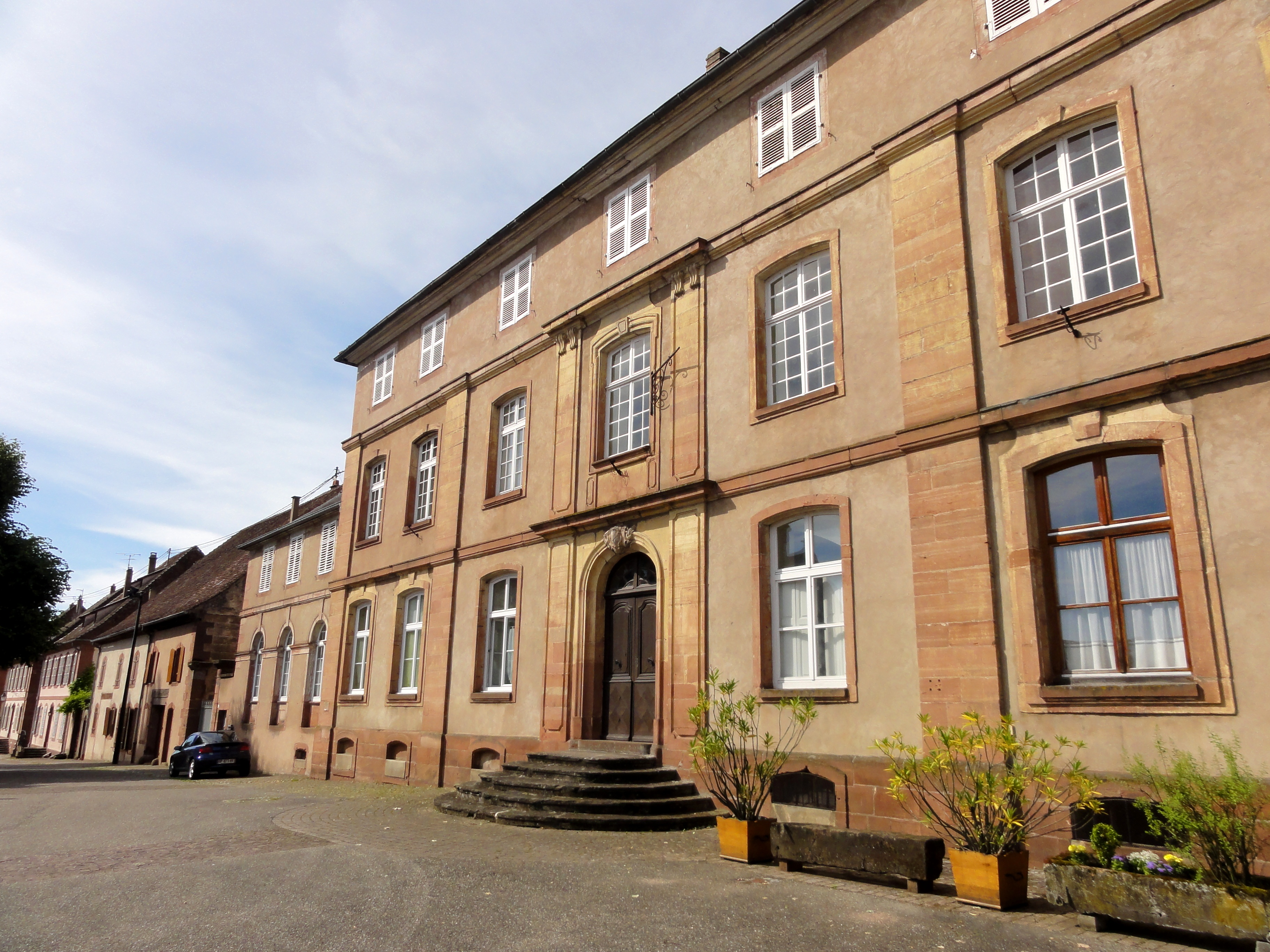
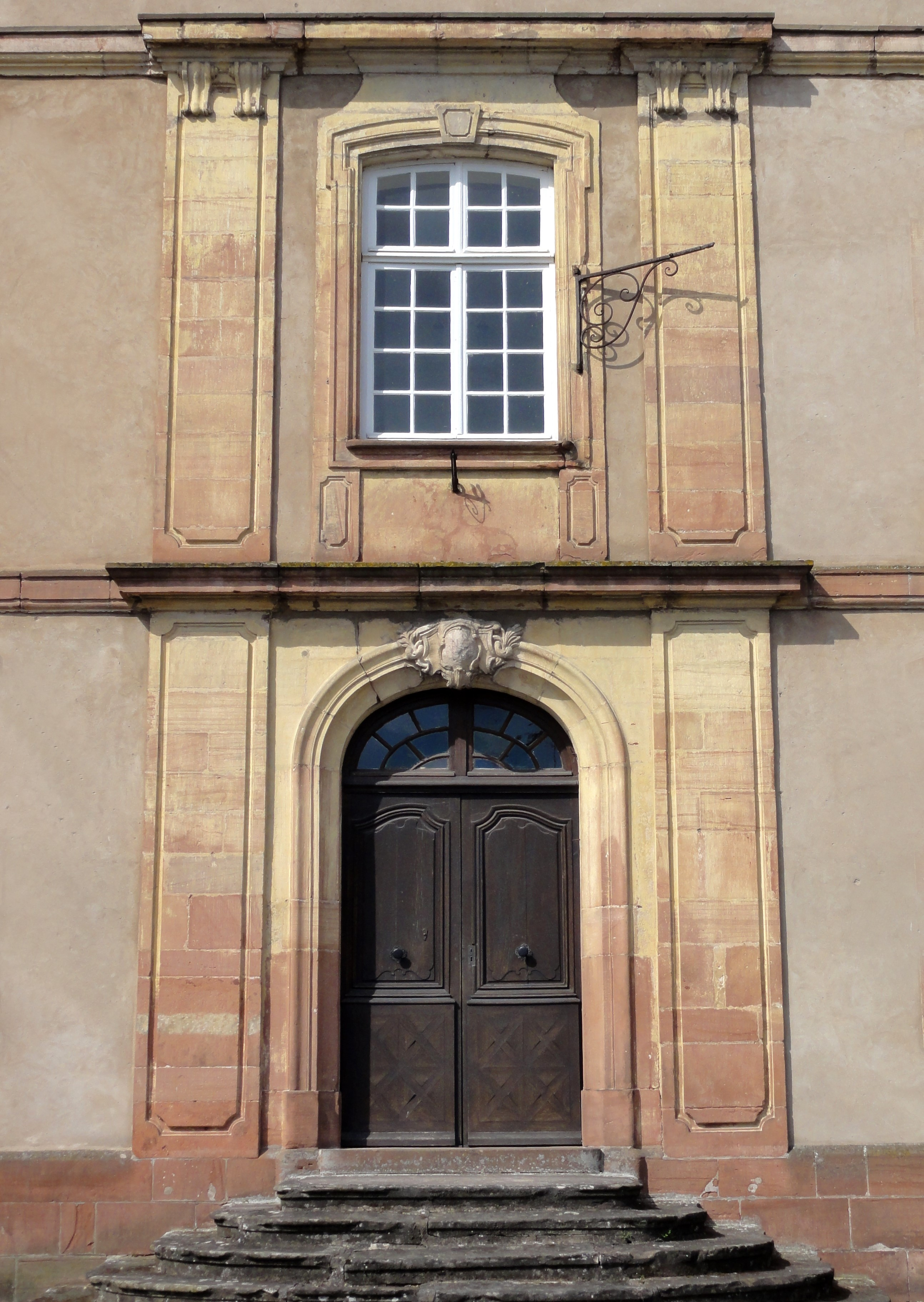
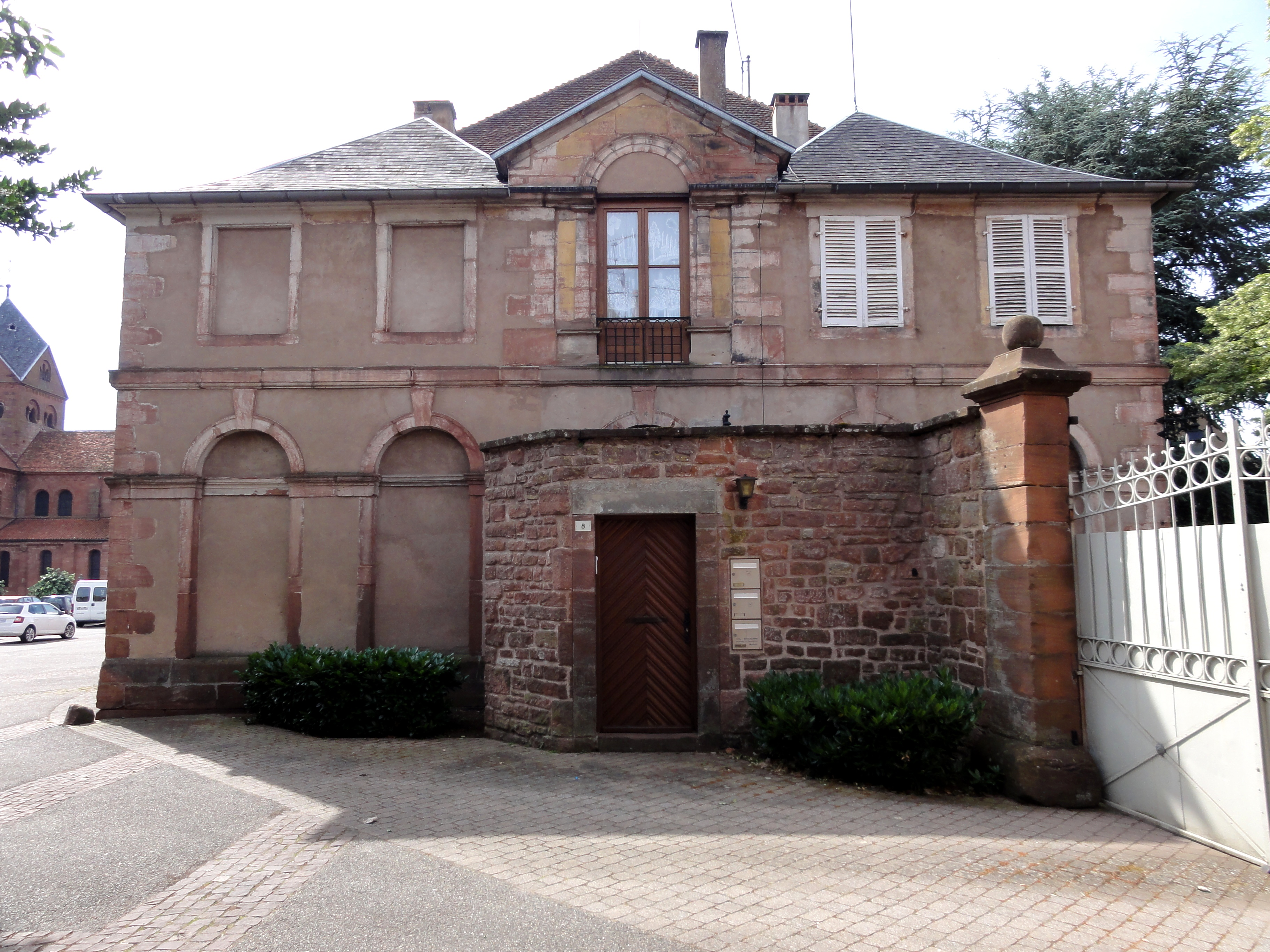